# Imprenta Doves

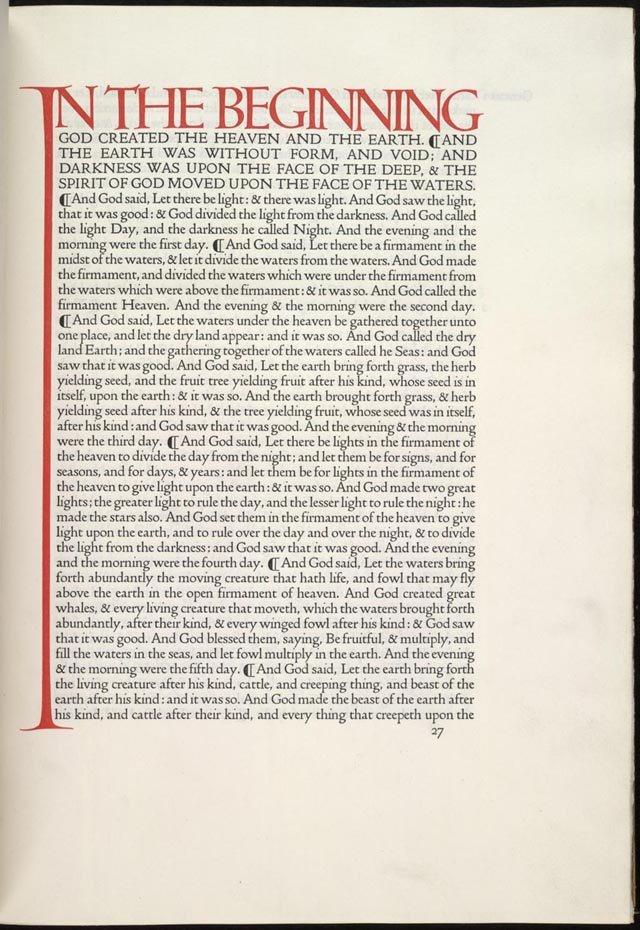
Primera página del Génesis de la Biblia (1903) con tipografía Doves. Este es un libro muy cotizado que en ocasiones alcanza las 30 000£.

La imprenta Doves fue una de las copisterías más importante de Hammersmith, Londres durante la primera mitad del siglo XX. Es mundialmente conocida por su calidad y cuidado tipográfico y por la creación de la fuente Doves Roman.

## Historia de la tipografía Doves Roman
Esta fuente tipográfica serifada de estilo antiguo veneciano creada por Thomas James Cobden-Sanderson y su compañero Emery Walker  en el año 1899 basándose en una tipografía usada por Nicolas Jenson (1470) siguiendo la línea del movimiento del arts and crafts. Es considerada por los expertos como una de las mejores tipografías jamás creadas. Durante su corta existencia esta fuente se usó en muchas de las mejores ediciones editoriales de Reino Unido. Desafortunadamente, por culpa de la enemistad surgida en la imprenta, la rivalidad y la repartición de los beneficios Thomas Sanderson estuvo arrojando sistemáticamente juegos de plomos de la imprenta Doves durante más de un año. Este hecho provocó la desaparición de la fuente. Actualmente existen varios proyectos que pretenden realizar una copia fidedigna de la original como el liderado por el diseñador gráfico Robert Green.